# Ciproheptadin
Ciproheptadin (Periaktin) je prva generacija antihistamina sa dodatnim antiholinergičnim, antiserotinergičnim, i lokalno anestetičkim svojstvima.

## Farmakologija
Ciproheptadin deluje kao antagonist (ili inverzni agonist u zavisnosti od aktivnog mesta) na sledećim receptorima:
- (~0,05 nM)[4] >  (~2 )[5] ≈  (~1,5 nM)[6] ≈  (~2 nM)[6] >  (-; ~7-12 nM)[7] ≈ D3 (~8 nM)[8]

On ima slab, i verovatno zanemarljiv, afinitet za sledeća mesta vezivanja:
- (~60-100 nM)[5][8] ≈ α1-adrenergički (?? )[9] ≈ α2-adrenergički (?? )[9] >  (~135-150 nM)[10][11] ≈  (~125 nM)[11] ≈ D1 (~115 )[8] ≈ D2 (~115 nM)[8] > > (~250 nM)[8][12] ≈  (~300 nM)[13]

Pored toga, ciproheptadin poseduje osobine blokatora kalcijumskog kanala i lokalnog anestetika.

## Literatura
- Dukhovich, F. S. (2005). Pharmacological aspects of molecular recognition. Nova Publishers. стр. 117. ISBN 978-1-59454-676-1. Приступљено 27. 11. 2011.

## Spoljašnje veze
|  | Molimo Vas, obratite pažnju na važno upozorenje u vezi sa temama iz oblasti medicine (zdravlja). |